# Свава Якобсдоуттир
Сва́ва Я́кобсдоуттир (исл. Svava Jakobsdóttir, в переводах ошибочно Якобсдоттир; 4 октября 1930, Нескёйпстадюр — 21 февраля 2004, Рейкьявик) — одна из выдающихся исландских писательниц, драматургов, общественных и политических деятельниц левофеминистического толка XX века. Её творчество, характеризовавшееся «уникальным стилем сюрреалистического феминизма», ставило в центр внимания положение женщины во второй половине XX века, особенно социальные и бытовые ограничения.

## Биография
Её отец Ханс Якоб Йоунссон был лютеранским священником. В детстве с 1935 по 1940 год Свава жила с родителями в Уиньярде (Саскачеван, Канада), где отец служил пастором исландско-канадской общины; затем они вернулись в Исландию. Она окончила колледж Смит в Нортгемптоне (штат Массачусетс, США) в 1952 году, специализируясь на английской и американской литературе. После этого она изучала древнескандинавскую словесность в Сомервильском колледже Оксфорда (1952—1953) и шведскую филологию в Уппсальском университете (1965—1966).
В 1966—1969 годах была журналисткой газеты Lesbók Morgunblaðsins. Член правления Ассоциации исландских писателей (1968—1971) и драматургов (1986—1990), Национальной галереи Исландии (1979—1983), культурного центра «Скандинавский дом» в Рейкьявике (1979—1984). Входила в совет издательства Mál og menning (1976—1979).
С 1971 по 1979 год она была депутатом исландского парламента (Альтинга), от левой социалистической партии «Народный союз» (Alþýðubandalagið, Народный альянс). Несколько лет (1972, 1974, 1977 и 1982) она также представляла Исландию в Генеральной Ассамблее ООН.

## Творчество
Писательница запомнилась прозой, но помимо неё она также писала стихи и пьесы. В написанных в русле модернизма прозаических произведениях она сочетала гротескную образность с элементами литературы абсурда, зачастую дословно реализуя языковые метафоры: в новелле «Отдавая друг другу…» (Gefið hvort öðru, русский перевод 2016) из одноимённого сборника 1982 года героиня буквально осуществляет фразу «предложить свою руку», отрубая себе кисть перед свадьбой.
Её дебютом в литературе был сборник новелл «Двенадцать женщин» (Tólf konur, 1965). Первое крупное произведение Свавы Якобсдоуттир — «Постоялец» (Leigjandinn, 1969), определяемое как роман или повесть — построено на абсурдистско-фантастическом сюжете: в прихожей героини, от лица которой ведётся повествование, и её супруга поселяется незнакомый мужчина, становится членом семьи и срастается с мужем в двуногое двухголовое существо (сама рассказчица обращается в камень). Начиная с рецензии Ньёрда П. Ньярдвика того же года, книга читается как политический «роман с ключом», аллегорически изображающий хозяйничанье американской армии на острове с 1942 года, но также как символическая история о проблеме выбора современной женщины между самореализацией и бесцельным существованием, независимостью и мнимой безопасностью.
Наиболее известные её произведения — мрачный «Рассказ для детей» (Saga handa börnum) и роман «Сага о Гуннлёд» (Gunnlaðar saga, 1987). Последний представляет собой оригинальную интерпретацию древнескандинавского мифа о похищении Одином мёда поэзии, который стерегла великанша Гуннлёд: действие разворачивается параллельно в мифологическом мире и в современном (1985) Копенгагене, куда прибыла рассказчица, чтобы вытащить из заключения свою дочь (перевоплощение той самой Гуннлёд), обвинённую в попытке кражи из Национального музея Дании древней чаши.
Свава Якобсдоуттир обратилась к драматургии с начала 1970-х годов. Первая её пьеса «А что в свинцовой капсуле?» (Hvað er í blýhólknum?, 1970; в русском переводе 2013 — «Краеугольный камень») представляет эпизоды повседневной жизни героини от раннего детства до зрелого возраста (игра в песочнице, чтение букваря, посещение школьной дискотеки, рождение первого ребёнка, разговор с престарелой матерью); иллюстрирующие невозможность современной городской женщины вырваться за рамки социальных ролей матери и домохозяйки в силу внешних обстоятельств: особенностей воспитания, правовых норм, необходимости жертвовать личным развитием во имя семьи. Для сценического воплощения произведения предусмотрены нарочитая театральная условность, спецэффекты (звук магнитофонной записи), элементы кукольного и теневого театров.
Драма «Генеральная репетиция» (Lokaæfing, 1983; русский перевод и постановка 2018) с одной стороны рассматривается как литературный артефакт времён «холодной войны», но она является и более универсальным высказыванием, поднимающим дилемму, чем человек готов пожертвовать ради чувства защищённости. Супруги инженер Ари с учительницей музыки Бетой, ожидая падения ядерной бомбы, прячутся в подвале своего дома, и длительное пребывание тет-а-тет в замкнутом пространстве убеждает героиню, что их семейная жизнь была подчинена его эгоистичным амбициям, шаг за шагом лишая её свободы. Когда в финальном акте бомбоубежище внезапно открывает ученица Беты, призывая вернуться наверх к обычной жизни, Ари застреливает девочку, на что жена восклицает: «Теперь нас может спасти только бомба!».
Среди других произведений: драмы «Мирный мир» (Friðsæl veröld, 1974), «Друзья детства» (Æskuvinir, 1976), радиопьеса «В ногу со временем» (Í takt við tímana, 1980), телепьеса «Ночной обход» (Næturganga, 1989); сборники малой прозы «Застолье под каменной стеной» (Veisla undir grjótvegg, 1967), «Истории» (Sögur, 1979), «Возвращение» (Endurkoma, 1986), «Рассказы» (Smásögur, 1987), «У подножия вулкана» (Undir eldfjalli, 1989), «Виднеется за тучами» (Skyggnst á bak við ský, 1999). В 1997 году она получила премию Хенрика Стеффенса.
В лекции 1979 года, прочитанной в Университете Осло, Свава Якобсдоуттир утверждала, что в литературе описана лишь десятая часть жизненного опыта женщины, а «остальные 9/10 скрыты», хотя именно там происходят наиболее фатальные для жизни всего общества события. Писательница надеялась, что её произведения помогут поднять на поверхность эти «скрытые» элементы.
Поэтика её произведений претерпела заметную эволюцию: если в ранних текстах она подчёркнуто модернистская, экспериментальная, с преобладанием индивидуальных символов, уникальных для каждого произведения, то с 1980-х заметны возвращение к более традиционной реалистической манере письма, упрощение символики, но открытие произведений большему числу интерпретаций.